# Le Cirque World's Top Performers
Le Cirque World’s Top Performers è una compagnia di nouveau cirque.
È nata in Italia nel 2015 su iniziativa dell’imprenditore Gianpiero Garelli e valorizza le arti circensi in qualsiasi forma: equilibrismo, acrobazia, funambolismo, contorsionismo, giocoleria, umorismo, comicità, danza e musica. Fanno parte della compagnia oltre 70 artisti provenienti da ogni parte del mondo. Negli spettacoli non vengono mai usati animali.

## ALIS
Nel 2016 Le Cirque World’s Top Performers ha debuttato in anteprima europea in Italia, a Lucca, con lo spettacolo intitolato ALIS, ispirato ad Alice nel Paese delle Meraviglie e alla letteratura fantastica dell’800.
Il primo tour si è svolto in tradizionale tendone da circo, con 33 spettacoli in 9 città: Ancona, Ascoli, Chieti, Piacenza, Riccione, Viterbo, Lucca, Bergamo, Alba. 
I sei tour successivi sono andati in scena nelle arene e nei teatri di altre città italiane, tra le quali Brescia, Torino, Genova, Forlì, Bologna, Padova, Firenze, Bolzano, Trieste, Milano.
L'ottavo tour si è svolto in Svizzera, tra marzo e aprile 2019, a Lugano, Zurigo, Losanna, Basilea e Ginevra.
Il nono tour di ALIS si è svolto in Italia tra dicembre 2019 e gennaio 2020 a Piacenza, Mantova, Forlì, Bolzano e Ancona.
Successivamente allo stop forzato della pandemia covid, tra novembre 2022 e gennaio 2023 si è svolto il decimo tour di ALIS con un successo da record, con oltre 79.000 paganti in soli 9 long week-end (venerdì, sabato, domenica). Le città del tour. Conegliano, Bassano del Grappa, Lucca, Rimini, Modena, Bari, Catania, Bruxelles e Roma.
L'undicesimo tour si è svolto in primavera 2023, tra marzo e aprile nelle seguenti città: Pesaro, San Benedetto del Tronto, Napoli, Eboli, Reggio Calabria e Taranto.
Tra dicembre 2023 e gennaio 2024, ALIS sceglie 5 città italiane: Montichiari, Pistoia, Livorno, Genova e Milano, per poi volare (su richiesta del Ministère de la jeunesse , la culture et de la communication del Marocco) a Marrakech, Rabat e Casablanca.
Fino alla primavera 2023, il direttore artistico di ALIS è stato Onofrio Colucci, artista conosciuto per il ruolo da protagonista in Slava’s Snowshow, per il quale ha vinto il premio Lunas del Auditorio, e negli spettacoli O, Zaia e Zed del Cirque du Soleil. Colucci è anche in scena come maestro di cerimonia.

## TILT
Le Cirque World’s Top Performers ha annunciato il 15 maggio 2019 la produzione del suo secondo spettacolo, TILT, ispirato al film Ready Player One di Steven Spielberg. 
Il direttore artistico di TILT è Anatoliy Zalevskyy, che ha lavorato anche per il Cirque du Soleil ed è stato premiato con il Clown d'Oro al Festival internazionale del circo di Monte-Carlo nel 1999.
Il primo tour italiano di TILT si è svolto tra novembre 2019 e gennaio 2020 a Montecatini, Alba, Udine, Sanremo, Milano e Bologna.
Il secondo tour, dopo lo stop forzato della pandemia covid si svolge tra dicembre 2022 e gennaio 2023 a Grosseto, Genova, Padova, Milano, Trieste e Firenze.
Il terzo tour in primavera 2023 è stato a Trento, Mantova, Arezzo, Saint Vincent e Bergamo.
Il quarto tour si è svolto tra novembre 2023 e gennaio 2024 ad Assisi, Roma, Pescara, Bari, Catania e Napoli.